# Hans Schumacher (Architekt)

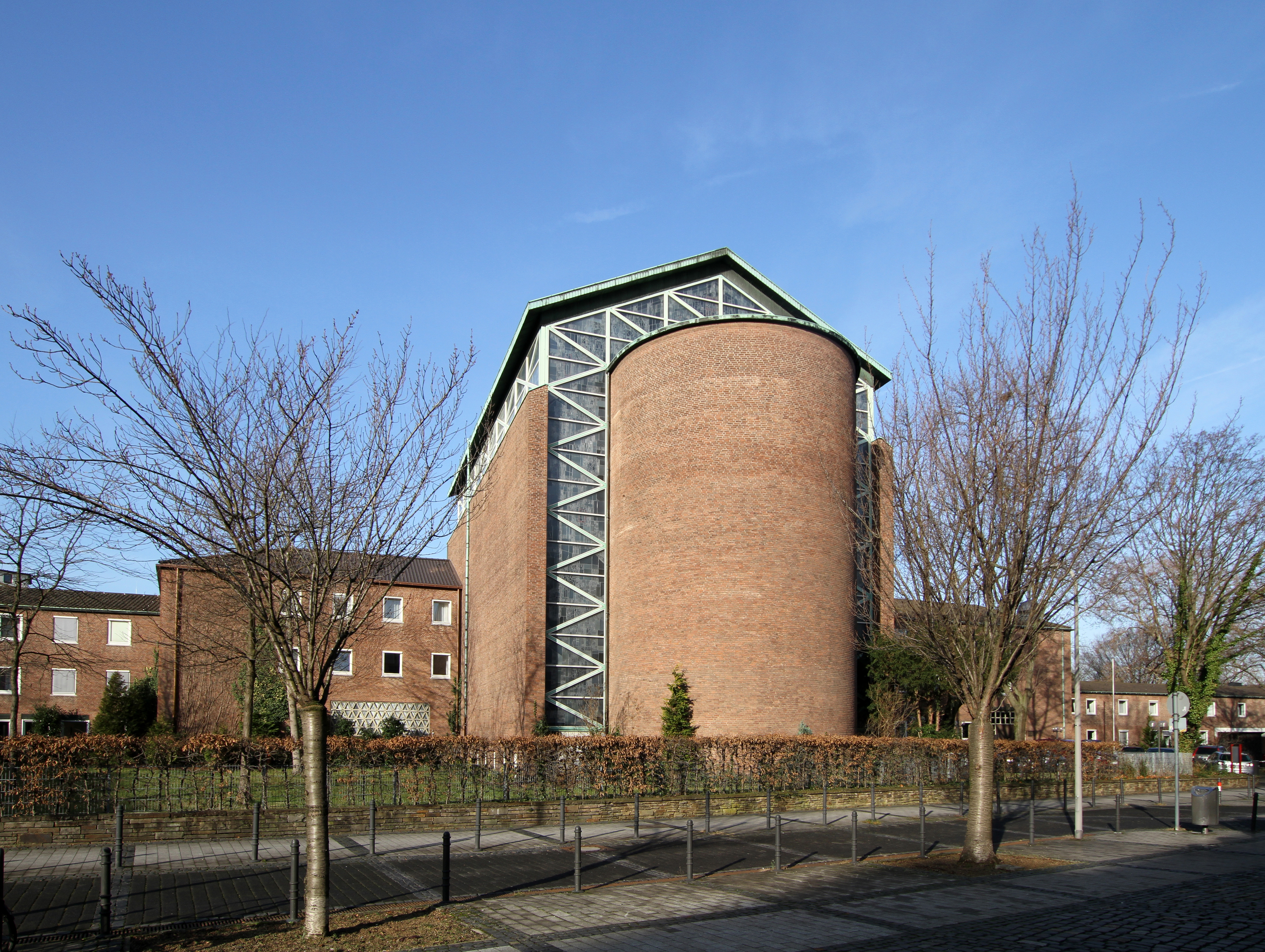
Erzbischöfliches Haus, Priesterseminar mit Kirche und Verwaltungsgebäude, Januar 2012

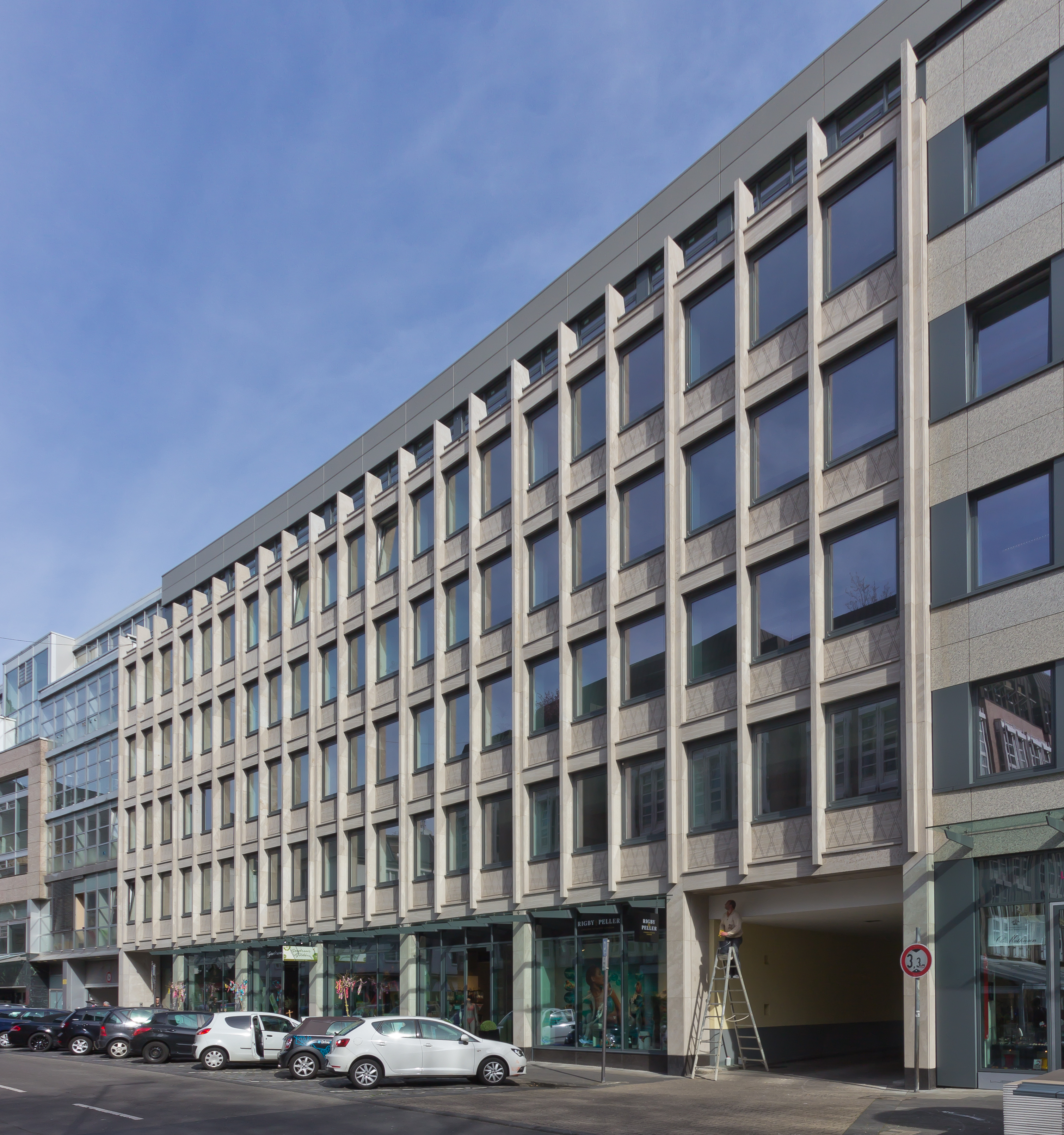
Büro- und Geschäftshaus in Köln, Ludwigstraße 6. Erbaut 1953–55 für die Rheinische Girozentrale und Provinzialbank Köln (ehemals WestLB, heute: Portigon), März 2014

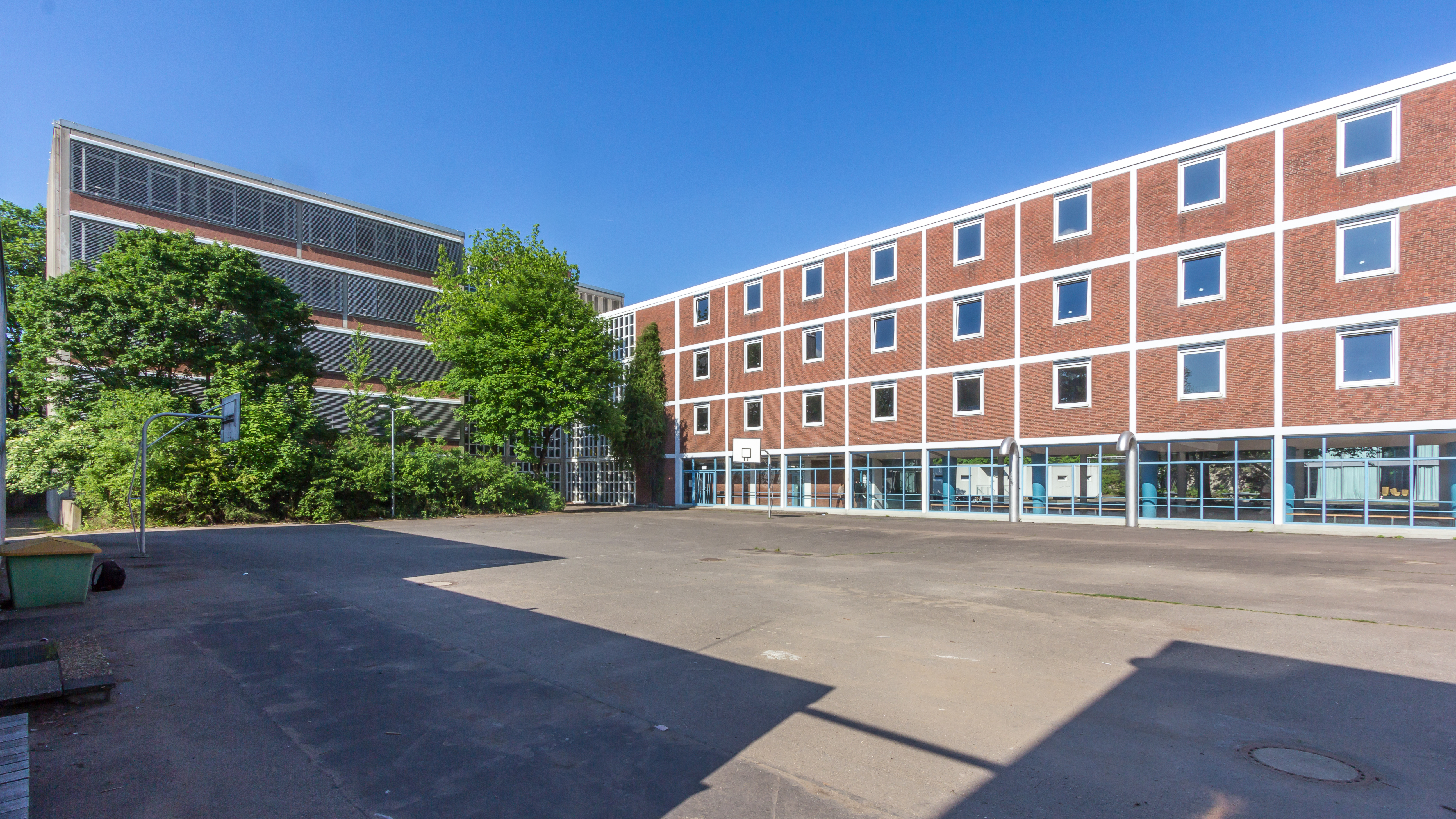
Albertus-Magnus-Gymnasium in Köln, Zentraler Gebäuderiegel, Mai 2012

Hans Schumacher (* 19. Juli 1891 in Bonn; † 11. April 1982 in Kürten), eigentlich: Johannes Christian Schumacher, war ein deutscher Architekt, der vor allem in Köln wirkte. In der Weimarer Republik hatte der Architekt verschiedene Kölner Villen im Stil des Neuen Bauens entworfen. In den 1950er Jahren knüpfte er an die Formensprache der Vorkriegszeit an; die Architektur seiner Bauten aus dieser Zeit standen in der Tradition des Bauhauses. Er gilt als einer der Protagonisten der Moderne in Köln.

## Leben
Schumacher verlebte seine Kindheit in Bonn, wo er 1909 die Reifeprüfung am Gymnasium ablegte. Es folgte ein Volontariat in einer Bonner Leuchtenfabrik. Die Familie zog 1910 nach Kiel. Dort besuchte er die Kunstgewerbeschule. Bis zum Ersten Weltkrieg arbeitete er im Büro des Architekten Georg Metzendorf. Ende des Krieges kam Schumacher in Frankreich in britische Kriegsgefangenschaft, in der er in einem der Armee unterstehenden Architekturbüro arbeitete. 1920 wurde er aus der Gefangenschaft entlassen und begann, beim Berliner Architekten Peter Behrens zu arbeiten. 1922 verließ er
Berlin und war für Theo Pabst, Fritz August Breuhaus de Groot und den Kölner Architekten Theodor Merrill tätig. Im Jahr 1923 eröffnete er in Köln ein eigenes Atelier für Innenarchitektur. Die von ihm entworfenen Einrichtungsgegenstände waren sachlich-elegant gestaltet und bestanden aus edlen Materialien, wie Palisander- und Zedernholz. Es entstanden Kontakte zum Kölner Bürgertum, die ihm nun auch Aufträge für ihre Wohnhäuser erteilten.

### Pavillon der Arbeiterpresse
1928 erhielt Schumacher den Auftrag zum Bau eines Pavillons der Arbeiterpresse auf der Internationale Presse-Ausstellung „Pressa“ in Köln. Neben Schumacher schufen hier bekannte Architekten wie Otto Bartning, Bernhard Hoetger, Erich Mendelsohn, Wilhelm Riphahn und Caspar Maria Grod Ausstellungsgebäude. Im Pavillon von Schumacher wurden die Presseerzeugnisse der beiden größten politischen und gewerkschaftlichen Arbeiterorganisationen (Arbeiterorganisation der Sozialdemokratischen Partei Deutschlands und des Allgemeinen Deutschen Gewerkschaftsbunds) dargestellt; die Geschichte und die Bedeutung der Arbeiterpresse sollte gezeigt werden. Der von Schumacher geschaffene Pavillon war ein Stahlskelettbau, dessen gemauerte Umfassungswände vor das Stützenraster traten, so dass das Prinzip von Stütze und Last aufgehoben wurde und der Architekt zur optimalen Ausleuchtung schmale horizontale Fensterbänder anordnen konnte.
Neben dem von Mendelsohn errichteten Pavillon des Berliner Rudolf-Mosse-Verlags gehörte der Schumacher-Pavillon zu den bedeutendsten Messebauten der Neuen Sachlichkeit. Mit seinem Projekt wurde der Architekt überregional bekannt; die zeitgenössische Kunstkritik zählte ihn nun zu den wichtigsten Baumeistern der Avantgarde im Rheinland.

### Villen in Köln
Von 1929 bis 1934 errichtete Schumacher Wohnhäuser im Kölner Vorort Rodenkirchen, in dem viele Künstler und Intellektuelle lebten. Sie knüpften stilistisch an seinen „Pressa“-Pavillon an.
1930 wurde er von Heinrich Hußmann, der seit 1927 an den Kölner Werkschulen lehrte, mit dem Bau eines Wohnhauses in Rodenkirchen beauftragt. Da das Objekt im Überschwemmungsgebiet des Rheines zu errichten war, entschied Schumann sich für eine Stahlbetonskelettkonstruktion, die mit Schwemmsteinen ausgefacht wurde, um so den Grundriss frei disponieren zu können und möglichem Hochwasser im Erdgeschoss wenig Angriffsflächen zu bieten. Er konzipierte das Haus im Stil des Neuen Bauens. Um den alten Baumbestand, der das Grundstück verdunkelte, zu erhalten, legte der Architekt im Erdgeschoss nur Nebenräume an. Die Wohn- und Schlafräume im 1. und 2. Obergeschoss erhielten breite, dem Stützenraster entsprechende Fenster. Das 3. Obergeschoss wurde als Dachgarten und Ruhezone ausgebildet. Dem im Grundriss langgestreckten, rechteckigen Gebäude schließt sich im Norden ein halbkreisförmiger Treppenturm an, der die vertikale Erschließung sicherstellt. Die Gestaltung der Villa ist von Le Corbusiers Stuttgarter Haus inspiriert. Auf dem nur 400 m² großen Grundstück wurde so eine Grundfläche von 70 m² bebaut.
Im Folgenden errichtete Schumacher in der Umgebung zur Hußmann-Villa weitere Wohnhäuser. Diese später als „Künstlerkolonnie“ bezeichnete Gebäudegruppe entstand auf einer rund 4000 m² großen Gesamtfläche bis 1933. Hier wurden die Villen Im Park 2, 6 und 8 (für den Unternehmer Otto Loosen) sowie die Walter-Rathenau-Str. 29 von ihm gestaltet. Die Villa Im Park 6 wurde als „Haus Nacken“ bezeichnet. Es wurde im Jahr 2011 abgerissen, da es nach dem Krieg nur vereinfacht wiederaufgebaut worden war und so als einziges Objekt des Ensembles nicht unter Denkmalschutz stand. Andere Gebäude der Kolonie stammen von den Architekten Theodor Merrill (Uferstr. 11) und Josef Op Gen Oorth (Walter-Rathenau-Str. 27). Das Ensemble gehörte nach einer Klassifizierung von Falk Jaeger (in dessen Standardwerk „Bauen in Deutschland“) wegen der Stilreinheit und Geschlossenheit zu den „bemerkenswertesten Zeugnissen der Neuen Sachlichkeit“ in Deutschland.

### Lehranstalten
Nach dem Zweiten Weltkrieg entwarf Schumacher überwiegend Schul- und Hochschulgebäude. Dazu gehören die Gymnasien in Viersen und Hamm. Ende der Fünfzigerjahre entstand das denkmalgeschützte Albertus-Magnus-Gymnasium in Köln-Ehrenfeld. Schumacher gewann 1954 den Wettbewerb für den Neubau der Pädagogischen Akademie. Er realisierte das Projekt 1957. Wegen der architektonischen Qualität des Gebäudes wurde auch dieser Gebäudekomplex unter Denkmalschutz gestellt. Von seinen Mitarbeitern wurde er „Schulen-Schumacher“ genannt. Bei entsprechenden Architekturwettbewerben wurde er als Fachpreisrichter eingesetzt.
Im Jahr 1967 gab Schumacher sein Architekturbüro in Köln auf.

## Weitere Bauwerke (Auswahl)
- 1914, Bübchenbrunnen für die Kölner Werkbundausstellung, Köln, heute Bonn
- 1924, Villa, Bayenthalgürtel 35, Marienburg, Köln
- 1925, Doppelvilla, Bayenthalgürtel 49/51, Marienburg, Köln, Bauherren: Bauunternehmer Franz Fischer und  Metzger Josef Seffen
- 1942, mehrere Kirchenbunker in Köln
- 1950, mehrere Wohnhäuser, Besatzungsbauten, Lindenallee, Marienburg, Köln, Bauherr: Arbeitsgemeinschaft Besatzungsbauten (AGB)
- 1950, mehrere Wohnhäuser, Besatzungsbauten, Tiberiusstraße, Marienburg, Köln, Bauherr: Britische Armee
- 1953, Büro- und Geschäftshaus, Ludwigstraße 6, Köln, Bauherr: Rheinische Girozentrale und Provinzialbank Köln (s. Foto)
- 1957, Priesterseminar und Erzbischöfliches Haus, Kardinal-Frings-Straße 8–12, Altstadt-Nord, Köln; zusammen mit Dombaumeister Willy Weyres[8] (s. Foto)